# Brindas
Brindas [bʁɛ̃da] est une commune française, située près de Lyon, dans le département du Rhône en région Auvergne-Rhône-Alpes.
Ses habitants sont appelés les Brindasiens.

## Géographie

### Situation
Le village situé à 15 km au sud-ouest de Lyon, à l'extérieur mais limitrophe de la métropole de Lyon, entre les profondes vallées de l'Yzeron et du Garon. Brindas appartient à la communauté de communes des Vallons du Lyonnais.

### Communes limitrophes
La commune est également proche de Brignais et Saint-Genis-Laval.

### Transports et communications

#### Transports en commun
Trois lignes des Transports en commun lyonnais (TCL) desservent la commune :
- la ligne C22, ainsi que sa variante express C22E (Anciennement 73 et 73E jusqu'en Janvier 2025), reliant Brindas Centre à la station Gorge de Loup de la ligne D du métro de Lyon en passant par les communes de Craponne, Francheville, Tassin-la-Demi-Lune ;
- la ligne 11 reliant la gare d'Oullins (permettant d'emprunter la ligne B du métro de Lyon) à Thurins, ouverte le 2 janvier 2013. Cette dernière remplace la ligne 103 des cars du Rhône.

En outre, deux lignes des Cars du Rhône traversent aussi la commune (Arrêt : Ancienne Gare) :
- la ligne 2EX, reliant Lyon Gorge de Loup à Chazelles-sur-Lyon (qui remplace la ligne 189).
- la ligne 122, reliant Dommartin à Vourles (en passant par les communes de Grézieu-la-Varenne et Brignais).

#### Transports aériens
La commune dispose de la plus petite piste d'aviation d'Europe, l'aérodrome de Brindas : code OACI LFKL.

### Climat
Pour des articles plus généraux, voir Climat d'Auvergne-Rhône-Alpes et Climat du Rhône.
En 2010, le climat de la commune est de type climat océanique dégradé des plaines du Centre et du Nord, selon une étude du Centre national de la recherche scientifique s'appuyant sur une série de données couvrant la période 1971-2000. En 2020, Météo-France publie une typologie des climats de la France métropolitaine dans laquelle la commune est exposée à un climat de montagne ou de marges de montagne et est dans la région climatique  Nord-est du Massif Central, caractérisée par une pluviométrie annuelle de 800 à 1 200 mm, bien répartie dans l’année. 
Pour la période 1971-2000, la température annuelle moyenne est de 11,4 °C, avec une amplitude thermique annuelle de 17,6 °C. Le cumul annuel moyen de précipitations est de 775 mm, avec 8,9 jours de précipitations en janvier et 6,4 jours en juillet. Pour la période 1991-2020, la température moyenne annuelle observée sur la station météorologique installée sur la commune est de 12,2 °C et le cumul annuel moyen de précipitations est de 717,6 mm,. Pour l'avenir, les paramètres climatiques de la commune estimés pour 2050 selon différents scénarios d'émission de gaz à effet de serre sont consultables sur un site dédié publié par Météo-France en novembre 2022.
| Mois                                  | jan.           | fév.           | mars           | avril         | mai           | juin          | jui.          | août         | sep.          | oct.          | nov.          | déc.           | année      |
| ------------------------------------- | -------------- | -------------- | -------------- | ------------- | ------------- | ------------- | ------------- | ------------ | ------------- | ------------- | ------------- | -------------- | ---------- |
| Température minimale moyenne (°C)     | 0,5            | 0,5            | 3,2            | 6,2           | 9,6           | 13,3          | 15,6          | 14,6         | 11,6          | 8,4           | 4,2           | 0,9            | 7,4        |
| Température moyenne (°C)              | 3,7            | 4,4            | 8              | 11,8          | 15,1          | 19,4          | 21,8          | 20,7         | 17,3          | 12,9          | 7,7           | 4,2            | 12,2       |
| Température maximale moyenne (°C)     | 6,8            | 8,3            | 12,8           | 17,3          | 20,7          | 25,6          | 28            | 26,9         | 23            | 17,5          | 11,3          | 7,4            | 17,1       |
| Record de froid (°C) date du record   | −10,5 12.01.09 | −14,1 05.02.12 | −11,4 01.03.05 | −4,7 08.04.21 | 0,2 17.05.12  | 5,1 08.06.19  | 9,2 31.07.11  | 7,2 27.08.11 | 2,8 27.09.10  | −3,5 30.10.12 | −6,6 28.11.13 | −10,8 30.12.05 | −14,1 2012 |
| Record de chaleur (°C) date du record | 17,8 30.01.13  | 20,5 18.02.22  | 24,3 31.03.21  | 27,9 23.04.07 | 34,1 24.05.09 | 37,4 27.06.19 | 39,6 07.07.15 | 41 24.08.23  | 33,8 04.09.23 | 29,7 02.10.23 | 21,1 20.11.09 | 18,5 31.12.22  | 41 2023    |
| Précipitations (mm)                   | 44,9           | 37             | 42,2           | 65,8          | 71,9          | 67,8          | 66,1          | 62,6         | 54,9          | 76,2          | 81,1          | 47,1           | 717,6      |

## Urbanisme

### Typologie
Au 1er janvier 2024, Brindas est catégorisée ceinture urbaine, selon la nouvelle grille communale de densité à sept niveaux définie par l'Insee en 2022.
Elle appartient à l'unité urbaine de Lyon, une agglomération inter-départementale regroupant 123  communes, dont elle est une commune de la banlieue,,. Par ailleurs la commune fait partie de l'aire d'attraction de Lyon, dont elle est une commune de la couronne,. Cette aire, qui regroupe 397 communes, est catégorisée dans les aires de 700 000 habitants ou plus (hors Paris),.

### Occupation des sols
L'occupation des sols de la commune, telle qu'elle ressort de la base de données européenne d’occupation biophysique des sols Corine Land Cover (CLC), est marquée par l'importance des territoires agricoles (57 % en 2018), en diminution par rapport à 1990 (65,9 %). La répartition détaillée en 2018 est la suivante : 
zones urbanisées (36 %), prairies (31,4 %), zones agricoles hétérogènes (25,6 %), forêts (7 %). L'évolution de l’occupation des sols de la commune et de ses infrastructures peut être observée sur les différentes représentations cartographiques du territoire : la carte de Cassini (XVIIIe siècle), la carte d'état-major (1820-1866) et les cartes ou photos aériennes de l'IGN pour la période actuelle (1950 à aujourd'hui).

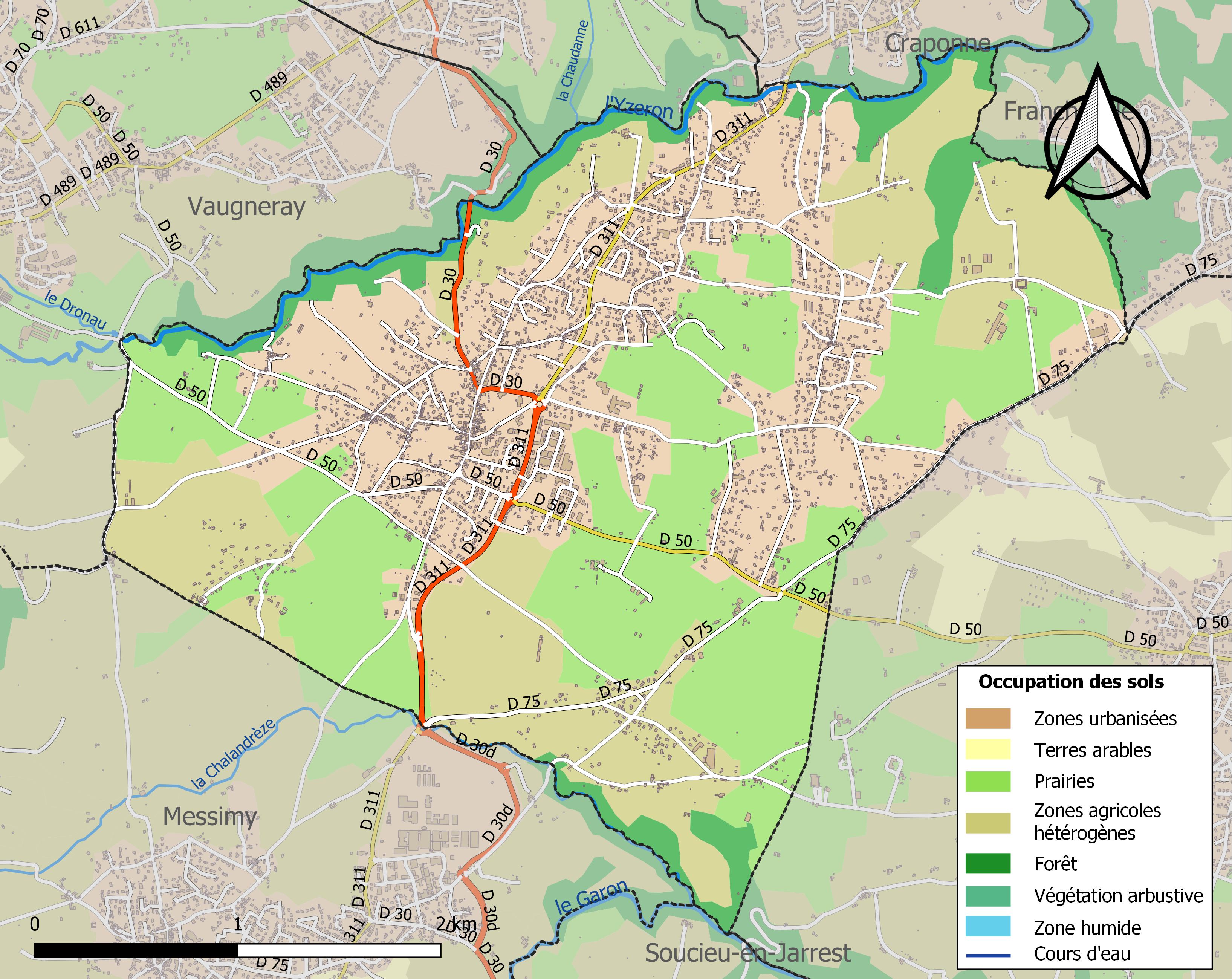
Carte des infrastructures et de l'occupation des sols de la commune en 2018 (CLC).

## Toponymie

### Attestation
- Briendaco en latin dans le dénombrement des possessions de l'église de Lyon; 984.

### Étymologie
La particule Briga est vraisemblablement gauloise et signifie hauteur, élévation.

## Histoire
Aucune trace d'occupation n'est attestée pendant les périodes romaine et du haut Moyen Âge, tant au niveau archéologique que bibliographique. En 994, la charte de Dénombrement des possessions de l'Église métropolitaine de Lyon mentionne pour la première fois l'église Saint-Romain de Briendaco. Le site accueille sur un mamelon un château féodal reconstruit au XVIe siècle pour les chanoines-comtes de Lyon[réf. nécessaire]. Brindas reste longtemps isolée et pauvre, enclavée par sa géographie, jusqu'à la réalisation des principales routes sur la période 1820-1850. C'est sans doute en partie à cause de cet isolement qu'est née la réputation légendaire de « Brindas hors de France ».
Au cours de la Révolution française, la commune porte provisoirement le nom de Brindas-sur-Roches.
Entre 1887 et 1933, la commune est desservie par le chemin de fer Fourvière Ouest-Lyonnais, dont il reste l'ancienne gare et les piles du viaduc de la Pillardière sur la vallée de l'Yzeron.

### Guignol
La commune de Brindas est souvent considérée comme la deuxième patrie de Guignol. En effet le nom du village est souvent cité dans les pièces de Guignol. De plus Pierre Neichthauser, maire de Brindas de 1929 jusqu'en 1941 était aussi l'animateur de Gnafron au théâtre « Guignol Mourguet ». Il était aussi né à Brindas.

### Généalogie
L'association Les Généalogistes de la vallée du Gier ou Geneagier a numérisé les registres et les publie (1636-1898) sur son site Internet.

## Politique et administration

### Administration municipale
| Période                                  | Période                    | Identité            | Étiquette | Qualité                |
| ---------------------------------------- | -------------------------- | ------------------- | --------- | ---------------------- |
| 1929                                     | 1940                       | Pierre Neichthauser |           |                        |
| Les données manquantes sont à compléter. |                            |                     |           |                        |
| mars 1959                                | mars 1971                  | Jean Emiel          |           |                        |
| mars 1971                                | mars 1977                  | Alexandre Bonjean   |           |                        |
| mars 1977                                | mars 1983                  | Bernard Solente     |           |                        |
| mars 1983                                | mars 2008                  | Jean-Marc Pécollet  | UDF       |                        |
| mars 2008                                | mars 2014                  | Christiane Agarrat  | UMP       | Inspectrice des impôts |
| mars 2014                                | 19 septembre 2014, (décès) | Christian Beffy     | DVD       | Retraité               |
| 2 octobre 2014                           | En cours                   | Frédéric Jean       | DVD       | Chef d'entreprise      |

### Intercommunalité
La commune fait partie de la communauté de communes des Vallons du Lyonnais.

## Population et société

### Démographie
L'évolution du nombre d'habitants est connue à travers les recensements de la population effectués dans la commune depuis 1793. Pour les communes de moins de 10 000 habitants, une enquête de recensement portant sur toute la population est réalisée tous les cinq ans, les populations de référence des années intermédiaires étant quant à elles estimées par interpolation ou extrapolation. Pour la commune, le premier recensement exhaustif entrant dans le cadre du nouveau dispositif a été réalisé en 2007.

En 2022, la commune comptait 6 718 habitants, en évolution de +10,73 % par rapport à 2016 (Rhône : +3,93 %, France hors Mayotte : +2,11 %).
| 1793 | 1800 | 1806 | 1821 | 1831 | 1836 | 1841  | 1846  | 1851  |
| ---- | ---- | ---- | ---- | ---- | ---- | ----- | ----- | ----- |
| 720  | 771  | 811  | 728  | 800  | 983  | 1 111 | 1 155 | 1 155 |

| 1856  | 1861  | 1866  | 1872  | 1876  | 1881  | 1886  | 1891  | 1896  |
| ----- | ----- | ----- | ----- | ----- | ----- | ----- | ----- | ----- |
| 1 172 | 1 166 | 1 221 | 1 247 | 1 259 | 1 260 | 1 263 | 1 217 | 1 210 |

| 1901  | 1906  | 1911  | 1921  | 1926  | 1931  | 1936  | 1946 | 1954  |
| ----- | ----- | ----- | ----- | ----- | ----- | ----- | ---- | ----- |
| 1 208 | 1 230 | 1 191 | 1 030 | 1 030 | 1 035 | 1 047 | 983  | 1 131 |

| 1962  | 1968  | 1975  | 1982  | 1990  | 1999  | 2006  | 2007  | 2012  |
| ----- | ----- | ----- | ----- | ----- | ----- | ----- | ----- | ----- |
| 1 289 | 1 560 | 2 097 | 3 204 | 3 555 | 4 555 | 5 243 | 5 341 | 5 651 |

| 2017  | 2022  | - | - | - | - | - | - | - |
| ----- | ----- | - | - | - | - | - | - | - |
| 6 174 | 6 718 | - | - | - | - | - | - | - |

### Enseignement

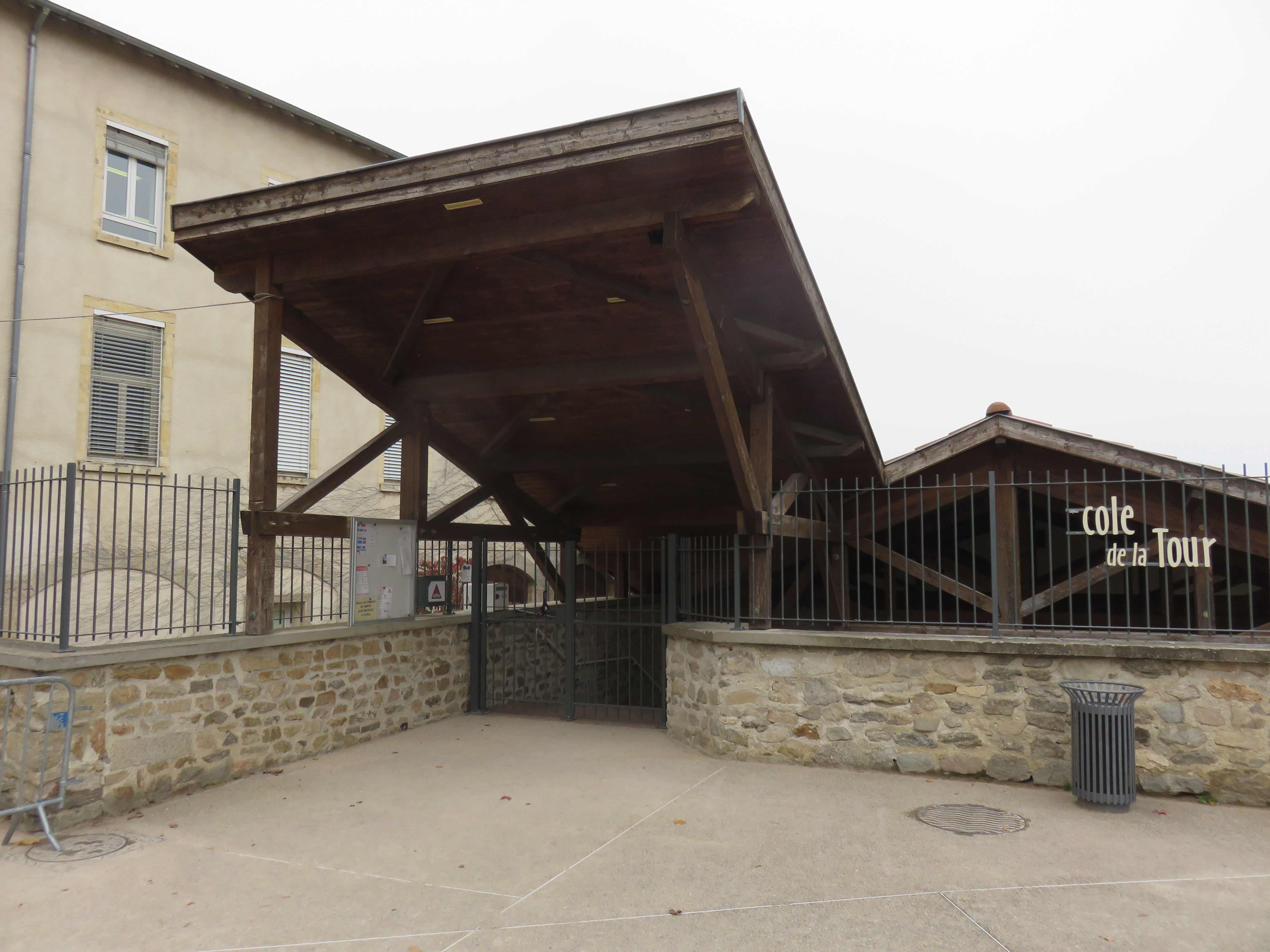
L'école de la tour.

Brindas compte une école maternelle, pas loin de celle-ci une école primaire (de la Tour) et un collège (Georges-Charpak) ouvert en septembre 2002, il est situé sur le chemin des Andrés.

### Manifestations culturelles et festivités
La foire « aux échelles » qui a traditionnellement lieu le dimanche le plus proche du 26 avril est une foire organisée par la municipalité et le comité des fêtes. Elle comprend diverses animations foraines ou commerciale qui se déroulent dans les principales rues du centre village.

### Sports
De nombreuses associations sportives offrent un large choix d'activités.
Le collège Georges-Charpak de Brindas propose également un choix de plusieurs sports avec l'association sportive (skatepark, gymnastique, badminton, biathlon, volley, VTT, tennis de table, etc.).

## Économie

### Revenus de la population et fiscalité
En 2010, le revenu fiscal médian par ménage était de 46 054 €, ce qui plaçait Brindas au 695e rang parmi les 31 525 communes de plus de 39 ménages en métropole.

### Emploi
Le taux de chômage, en 2014, pour la commune s'élève à 6 %, un chiffre inférieur à la moyenne nationale (10,4 %).

## Culture locale et patrimoine

### Lieux et monuments

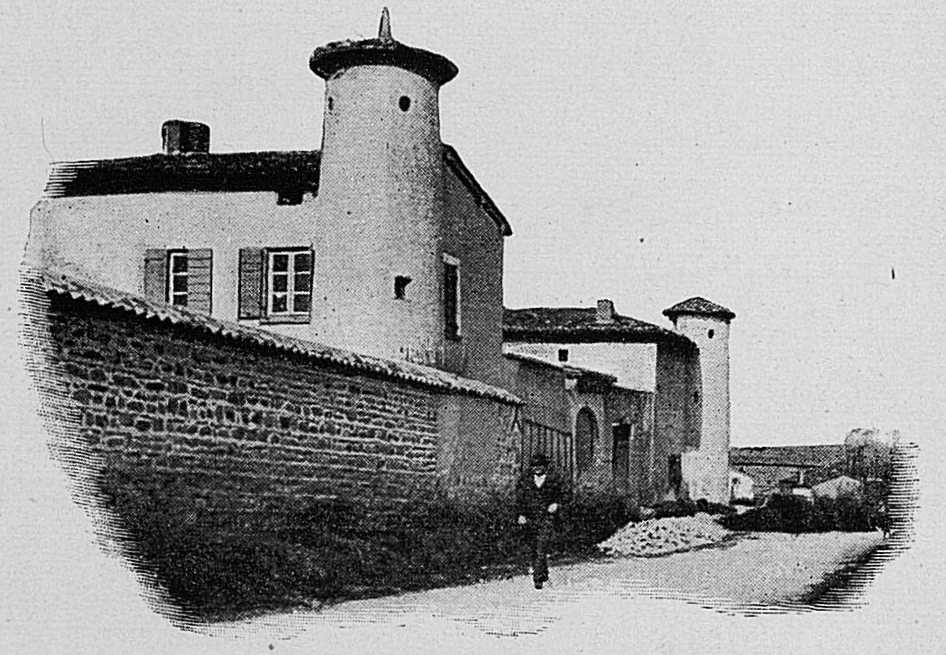
L'ancienne maison forte à Le Bouleau - photo du début du XXe siècle.

Sur la place de Verdun, place historique de Brindas, on peut voir, attenante à la mairie, la tour qui était la tour nord-est du château, reconstruit au XVIe siècle pour les chanoines-comtes de Lyon et l'église et son clocher classé d'époque romane et de forme carrée, avec Blaise le saint-patron représenté sur le tympan du porche.

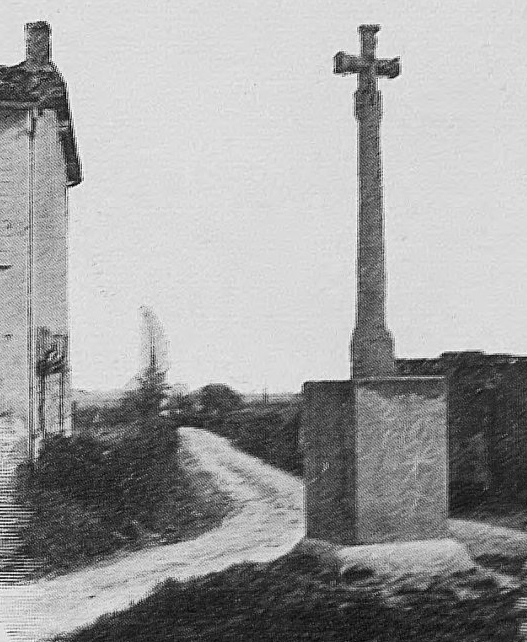
Croix de 1596 entre 1901 et 1902.
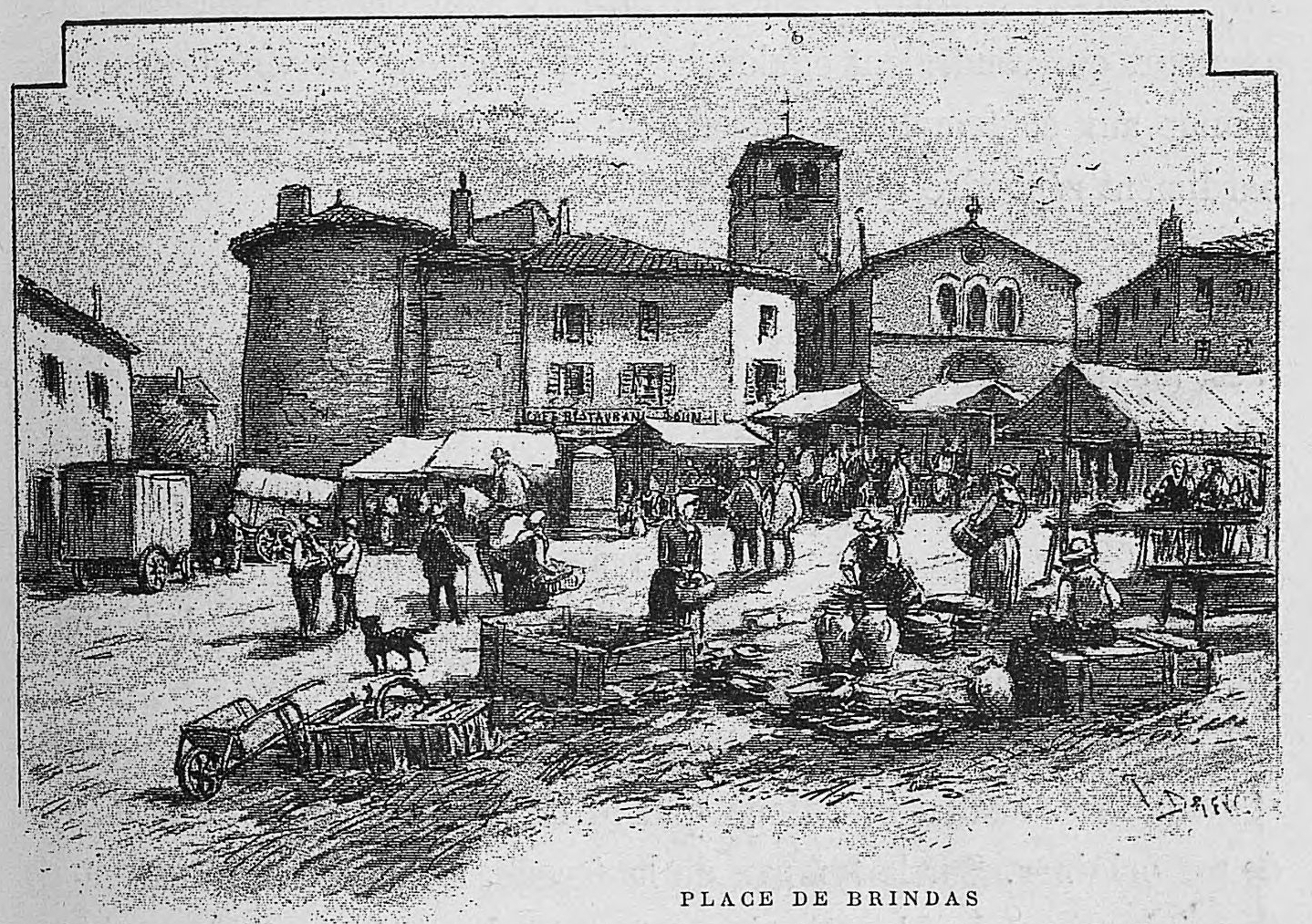
La place illustrée par Joannès Drevet (1854-1940).

### Patrimoine culturel
Le musée Théâtre Guignol est ouvert en janvier 2008 grâce au legs de Jean-Guy Mourguet, dernier descendant guignoliste de la famille. Ce legs comprend quelque 200 marionnettes et plus de 2 000 autres objets et documents. Le lieu, ouvert grâce à la communauté de communes des Vallons du Lyonnais, intègre aussi un café-théâtre qui programme principalement des spectacles de marionnettes et des expositions,.

## Personnalités liées à la commune
- Pierre Neichthauser (1873-1953) : marié à une descendante de Laurent Mourguet, le créateur de Guignol, il a animé le théâtre du quai Saint-Antoine à Lyon de 1907 à 1953, que continua son frère Ernest jusqu'en 1966, date à laquelle un changement du plan d'urbanisme intégra la salle.

Il contribua à rendre le Guignol lyonnais célèbre au-delà de nos frontières.
Il fut aussi maire de Brindas de 1929 à 1941.
- Gaston Bensan (1906-1995) : Après avoir été longtemps directeur de journaux, il fonde le quotidien Ce soir avec son ami Louis Aragon en 1937.

À Brindas, il devient l'instigateur du groupe de recherches historiques,.
- Georges Adilon (1928-2009), peintre et architecte de la lumière. Sa maison des Broussatières à Brindas est une de ses premières réalisations architecturales dans les années 1960, suivie d'autres maisons individuelles. Ses remarquables travaux de l'Externat Sainte-Marie, à Lyon et à La Verpillière, avec conception sur de l'existant pour les deux sites, s'étagèrent ensuite sur une trentaine d'années[34]. Après diverses expériences, le peintre était venu à l'abstrait dans une peinture très gestuelle dominée depuis longtemps déjà par « sa couleur fétiche », le noir.